# Accord international sur les bois tropicaux

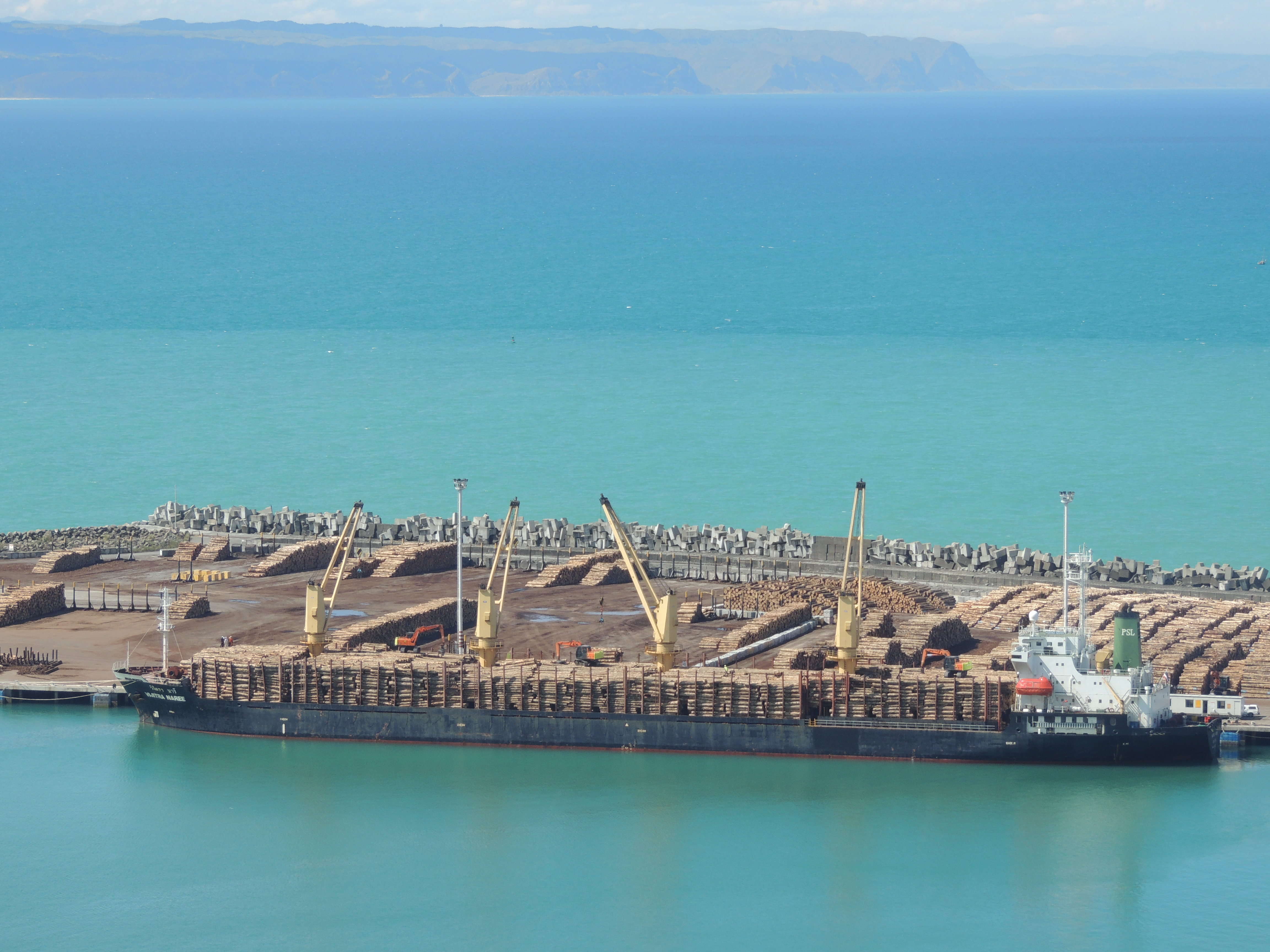
Cargo de transport de bois thaïlandais à Napier (Nouvelle-Zélande)) en 2012.

Les Accords Internationaux sur les Bois Tropicaux sont des accords, signés sous l'égide de l'ONU concernant le commerce des bois tropicaux. Trois accords ont été signés à Genève, le premier le 18 novembre 1983, le second le 26 janvier 1994 et enfin le dernier en 2006. Ce sont des accords visant à fournir un cadre de coopération efficace entre les pays producteurs de bois tropicaux et les pays consommateurs. Ils visent à encourager l'élaboration de politiques de développement durable, à la conservation des forêts tropicales et de leurs ressources génétiques.

## Le traité de 1983
Il a été signé par les 58 pays suivants :

Australie, Autriche, Belgique, Bolivie, Brésil, Birmanie, Cameroun, Canada, République populaire de Chine, Colombie, République démocratique du Congo, République du Congo, la Côte d'Ivoire, Danemark, Équateur, Égypte, Union européenne, Fidji, Finlande, France, Gabon, Ghana, Grèce, Guyana, Honduras, Inde, Indonésie, Irlande, Italie, Japon, Corée du Sud, Libéria, Luxembourg, Malaisie, Népal, Norvège, Nouvelle-Zélande, Norvège, Panama, Papouasie-Nouvelle-Guinée, Pérou, Philippines, Portugal, Russie, Espagne, Suède, Suisse, Thaïlande, Togo, Trinité-et-Tobago, Royaume-Uni, États-Unis, Venezuela
Il est entré en vigueur le 1er avril 1985.
Il établit l'Organisation Internationale des Bois Tropicaux (OIBT), dont le siège se situe à Yokohama (Japon).

## Le traité de 1994
Il remplace le précédent et a surtout mis en place un et de mettre en place un fond destiné à aider les producteurs de bois tropicaux à atteindre cet objectif. Il est entré en vigueur le date 1er janvier 1997. La liste des pays signataire n'a pas varié.

## Le traité de 2006
Il n'a été signé en 2008 que par les États-Unis. Il vise à la mise en place de systèmes de certification et des projets visant à la lutte contre la pauvreté dans les pays producteurs de bois tropicaux.